# Tibouchina clavata
Tibouchina clavata är en tvåhjärtbladig växtart som först beskrevs av Christiaan Hendrik Persoon, och fick sitt nu gällande namn av John Julius Wurdack. Tibouchina clavata ingår i släktet Tibouchina och familjen Melastomataceae. Inga underarter finns listade i Catalogue of Life.